# 囊蝦總目
囊蝦總目（學名Peracarida）是甲殼類下的一個大群，包含了海洋、淡水及陸生的物種。它們的特徵是只有單一對顎足，成蟲在臼齒及門齒之間有一個以關節連接的動顎葉。甲殼較為細小，且不會後胸的體節融合。除了温泉虾目外，其下所有目的節肢最底部都有一個扁平的抱卵，用來包裹腹部的育幼袋。在後仔蝦期或前幼蝦期孵化的幼體會缺乏最後一對腳。

囊蝦總目的大顎片：- 臼齒突；- 刺毛；- 動顎葉；- 門齒突；及- 觸鬚

1. 臼齒突；
2. 刺毛；
3. 動顎葉；
4. 門齒突；及
5. 觸鬚

## 外部連結
- Guide to the marine zooplankton of south eastern Australia
- Anderson, Gary (January 20, 2010): Peracarida Taxa and Literature (Cumacea, Lophogastrida, Mysida, Stygiomysida and Tanaidacea)